# 대구 도시철도 2호선
대구 도시철도 2호선(大邱 都市鐵道 二號線)은 대한민국 대구광역시 달성군 다사읍 문양리의 문양역과 경상북도 경산시 대동의 영남대역을 잇는 대구교통공사의 도시 철도 노선이다. 1호선과 마찬가지로 모든 역이 매표 무인화로 운영되며, 12개 역은 민간에 위탁해 운영한다. 노선 안내에 사용된 색상은 ●밝고 선명한 녹색이다. 통행방향은 어디서든 우측통행이다.

## 열차 운행, 차량 기지
문양행과 영남대행이 주로 운행되며, 막차는 이곡행과 수성구청행이 운행된다. 차량기지는 문양차량사업소 하나만 운영하고 심야에 영남대역에서 3편성이, 사월역에서 2편성이 주박하는 것으로 대체하고 있다. 그리고 문양차량기지는 경검수만 담당하며, 중검수는 해당 노선의 청라언덕역과 1호선의 명덕역 간의 연결선로를 통해 1호선의 월배차량사업소로 공차회송하여 실시한다. 그리고 다사역 방면 터널 입구에 차량기지 분기 선로가 설치되어 있으나, 현재는 입·출고용으로 사용하지 않고 중검수가 필요한 2호선 열차를 1호선의 월배차량사업소까지 공차회송하기 위한 용도로 이용하고 있다. 지상 구간인 문양차량사업소와 문양역을 제외한 모든 구간이 지하 구간이다. 사드 배치에 대한 보상책으로 2호선 종점을 성주읍으로 연장하기 위해 추진 중이며 성주군에서는 개통일 이전부터 연장해 달라고 요구해 왔다.

## 특징
대실역부터 사월역까지의 구간이 달구벌대로 아래를 관통한다는 특징이 있다. 달구벌대로에 고가도로가 설치될 것을 염두에 두고 단선 병렬 터널 방식으로 건설되었으며, 승강장 가운데에 있는 기둥도 고가도로의 하중을 버티기에 충분하도록 건설되었다. 문양역·사월역·성서산업단지 ~ 연호 구간 등 29개 역들 중 19개 역들이 섬식 승강장이다. 이 때문에 승강장에서 바로 반대방향 열차로 갈아탈 수 있는 이점도 있지만, 예산낭비의 효과도 불러오게 되었다. 대부분의 구간이 강창교, 수성교, 시지교, 신매교 하저터널 깊이에 맞추어 설계되어서 문양역, 다사역, 정평역을 제외한 모든 역들이 지상에서 20m 이상의 깊이에 위치하여 깊은 편이며, 경산 연장 구간도 영대교 하저터널로 연결되기 때문에 하저터널이 많은 노선이기도 하다. 이곡역·수성구청역·대공원역은 깊이가 30m 이상이다. 만촌동 소재의 2개 역들과 시지 구간의 역들은 연호역, 사월역을 제외하고 모두 곡선형 승강장이어서 열차와 플랫폼 사이의 단차가 있기 때문에 주의해야 한다.
한때 1호선보다 승차량이 조금 적었으나, 죽곡지구 신도시 개발에 따른 대실역 이용객 폭증, 경산시 면허 시내버스들과 통합 환승이 가능해짐에 따른 사월역 이용률 증가, 경산 지역 주민들의 청원에 따라 추가 연장된 영남대역 개업으로 1호선의 승객 수를 압도적으로 추월하여 1호선보다 이용객이 많게 되었다.
개찰구는 거의 모든 역이 반대편과 횡단이 가능하도록 만들어졌으며, 27개 역들은 반대편 승강장과 횡단이 가능한 구조로 만들어졌다. 섬식 승강장을 갖추고 있는 19개역은 승강장에서 반대방면 열차로 갈아 탈 수 있고, 상대식 승강장을 갖추고 있는 8개역은 대합실을 통과하면 반대편 승강장으로 이동이 가능하다. 여기서 제외된 2개역은 개찰구가 승강장별로 분리되어 있어서 개찰을 하지 않고서는 반대편 승강장으로 건너 갈 수 없다.
대구 도시철도 2호선은 개통 당시부터 전 객차를 불연재 소재로 제작해 운행했다. 개통 2년 전인 2003년 2월 대구 도시철도 1호선에서 방화참사가 발생한 뒤, 전 객차에 제작 당시부터 불연재를 사용하였다.

## 역사
- 1996년 12월 19일 : 1단계 문양 ~ 사월 구간 착공
- 2005년 10월 18일 : 1단계 문양 ~ 사월 구간 개통과 함께 반월당역이 대구 도시철도 1호선과 환승
- 2007년 6월 4일 : 2단계 사월 ~ 영남대 연장 구간 착공
- 2012년 1월 1일 : 성서공단역을 성서산업단지역으로 역명 변경
- 2012년 9월 19일 : 2단계 사월 ~ 영남대 연장 구간 개통
- 2014년 2월 28일 : 서문시장역을 신남역으로 역명 변경
- 2015년 4월 23일 : 대구 도시철도 3호선 개통과 함께 신남역이 대구 도시철도 2호선과 환승
- 2017년 5월 25일 :28개 역사 완전 밀폐형 스크린도어 설치 완료 (문양역 제외)
- 2017년 9월 13일 : 승·하차 화살표 바닥 교체 완료
- 2017년 11월 9일 : 천장 밀폐 완료
- 2019년 1월 7일 : 신남역을 청라언덕역으로 역명 변경
- 2024년 10월 10일 : 대공원역을 수성알파시티역으로 역명 변경

## 운영

### 차량
- 대구교통공사 2000호대 전동차

## 역 목록
| 역번 | 역명         | 로마자 역명                 | 한자 역명     | 접속 노선             | 역간 거리 | 영업 거리 | 소재지     | 소재지 |
| ---- | ------------ | --------------------------- | ------------- | --------------------- | --------- | --------- | ---------- | ------ |
| 216  | 문양         | Munyang                     | 汶陽          |                       | -         | 0.0       | 대구광역시 | 달성군 |
| 217  | 다사         | Dasa                        | 多斯          |                       | 2.9       | 2.9       | 대구광역시 | 달성군 |
| 218  | 대실         | Daesil                      | 대실          |                       | 1.0       | 3.9       | 대구광역시 | 달성군 |
| 219  | 강창         | Gangchang                   | 江倉          |                       | 1.4       | 5.3       | 대구광역시 | 달서구 |
| 220  | 계명대       | Keimyung Univ.              | 啓明大        |                       | 1.3       | 6.6       | 대구광역시 | 달서구 |
| 221  | 성서산업단지 | Seongseo Industrial Complex | 城西産業團地  |                       | 1.2       | 7.8       | 대구광역시 | 달서구 |
| 222  | 이곡         | Igok                        | 梨谷          |                       | 0.8       | 8.6       | 대구광역시 | 달서구 |
| 223  | 용산         | Yongsan                     | 龍山          |                       | 1.3       | 9.9       | 대구광역시 | 달서구 |
| 224  | 죽전         | Jukjeon                     | 竹田          |                       | 0.9       | 10.8      | 대구광역시 | 달서구 |
| 225  | 감삼         | Gamsam                      | 甘三          |                       | 0.9       | 11.7      | 대구광역시 | 달서구 |
| 226  | 두류         | Duryu                       | 頭流          |                       | 0.8       | 12.5      | 대구광역시 | 달서구 |
| 227  | 내당         | Naedang                     | 內唐          |                       | 0.9       | 13.4      | 대구광역시 | 서구   |
| 228  | 반고개       | Bangogae                    | 반고개        |                       | 0.8       | 14.2      | 대구광역시 | 달서구 |
| 229  | 청라언덕     | Cheongna Hill               | 靑蘿언덕      | ● 대구 도시철도 3호선 | 0.9       | 15.1      | 대구광역시 | 중구   |
| 230  | 반월당       | Banwoldang                  | 半月堂        | ● 대구 도시철도 1호선 | 1.0       | 16.1      | 대구광역시 | 중구   |
| 231  | 경대병원     | Kyungpook Nat'l Univ Hosp.  | 慶大病院      |                       | 0.9       | 17.0      | 대구광역시 | 중구   |
| 232  | 대구은행     | Daegu Bank                  | 大邱銀行      |                       | 1.1       | 18.1      | 대구광역시 | 수성구 |
| 233  | 범어         | Beomeo                      | 泛漁          |                       | 1.0       | 19.1      | 대구광역시 | 수성구 |
| 234] | 수성구청     | Suseong-gu Office           | 壽城區廳(KBS) |                       | 0.9       | 20.0      | 대구광역시 | 수성구 |
| 235  | 만촌         | Manchon                     | 晩村          |                       | 0.9       | 20.9      | 대구광역시 | 수성구 |
| 236  | 담티         | Damti                       | 丹替          |                       | 0.9       | 21.8      | 대구광역시 | 수성구 |
| 237  | 연호         | Yeonho                      | 蓮湖          |                       | 1.8       | 23.6      | 대구광역시 | 수성구 |
| 238  | 수성알파시티 | Suseong Alpha City          | 壽城阿尔法城  |                       | 1.0       | 24.6      | 대구광역시 | 수성구 |
| 239  | 고산         | Gosan                       | 孤山          |                       | 1.2       | 25.8      | 대구광역시 | 수성구 |
| 240  | 신매         | Simmae                      | 新梅          |                       | 1.1       | 26.9      | 대구광역시 | 수성구 |
| 241  | 사월         | Sawol                       | 沙月          |                       | 1.1       | 28.0      | 대구광역시 | 수성구 |
| 242  | 정평         | Jeongpyeong                 | 正坪          |                       | 1.1       | 29.1      | 경상북도   | 경산시 |
| 243  | 임당         | Imdang                      | 林堂          |                       | 1.2       | 30.3      | 경상북도   | 경산시 |
| 244  | 영남대       | Yeungnam University         | 嶺南大        |                       | 1.1       | 31.4      | 경상북도   | 경산시 |

## 같이 보기
- 대구 도시철도 1호선
- 대한민국의 교통
- 대구 도시철도 3호선
- 대경선 광역전철